# Стеблівський замок
Стеблівський замок — укріплення, побудоване у Стеблові Павлом Тетерею, гетьманом Правобережної України.

## Історія
Споруда, зведена на острові на річці Рось, була зруйнована внаслідок вибуху порохового складу під час облоги Стеблова Стефаном Чарнецьким 1664 року, під час української кампанії. Сліди ровів були видні ще у ХІХ столітті.